# مسجد البحر (لبنان)

## أصل التسمية
غَلَب اسم «جامع البحر» على هذا المسجد لمحاذاته ميناء صيدا، فكان يقصده المسافرون لأداء فرائض الصلاة.

## تاريخ البناء
بناه حسن بن سوّاح عام 775هـ/1373م (كما تبين لوحة منقوشة فوق مدخله الأساسي) ويتميز بأعلى مئذنة في مدينة صيدا.

## مدخلا المسجد
أ-مدخل شرقي وهو المدخل الأساسي للمسجد، وهو عبارة عن رواق صغير ضيق يفضي مباشرة إلى الحرم.
ب-مدخل غربي واسع كبير، يصعد إليه بواسطة درج صغير يؤدي إلى ساحة متوسطة لها بابان، باب واسع يفضي إلى الحرم مباشرة ، وباب يؤدي إلى مئذنة الجامع التي تشتهر بأنها اعلى مئذنة في صيدا.

## حديقة المسجد
وتقع إلى الجنوب من المسجد، وهي حديقة مهملة أقتطعت منها مساحات للبناء.

## ملحقاته
ألحق بالمسجد عام 1329هـ /1911م مدرسة لتعليم وتحفيظ القرآن الكريم يُنفق عليها من أوقاف آل حمّود.